# Dactylispa pici
Dactylispa pici es una especie de insecto coleóptero de la familia Chrysomelidae.
Fue descrita científicamente en 1934 por Uhmann.